# Relation de Reech
En physique, et plus particulièrement en thermodynamique, la relation de Reech lie, pour un corps quelconque, le rapport de ses capacités thermiques au rapport de ses coefficients de compressibilité. Cette relation s'écrit : 
avec :
- {\displaystyle \gamma } le coefficient de Laplace, utilisé dans la loi de Laplace ;
- {\displaystyle C_{P}} la capacité thermique isobare ;
- {\displaystyle C_{V}} la capacité thermique isochore ;
- {\displaystyle \chi _{T}} le coefficient de compressibilité isotherme ;
- {\displaystyle \chi _{S}} le coefficient de compressibilité isentropique.

Cette relation porte le nom de Frédéric Reech, mathématicien et physicien français qui l'établit au XIXe siècle.

## Démonstration
Par définition :
{\displaystyle \gamma ={C_{P} \over C_{V}}}
{\displaystyle C_{P}=T\left({\partial S \over \partial T}\right)_{P}}
{\displaystyle C_{V}=T\left({\partial S \over \partial T}\right)_{V}}
{\displaystyle \chi _{T}=-{1 \over V}\left({\partial V \over \partial P}\right)_{T}}
{\displaystyle \chi _{S}=-{1 \over V}\left({\partial V \over \partial P}\right)_{S}}
avec :
- {\displaystyle T} la température ;
- {\displaystyle P} la pression ;
- {\displaystyle V} le volume ;
- {\displaystyle S} l'entropie.

On a donc :
{\displaystyle \gamma ={C_{P} \over C_{V}}={\left({\partial S \over \partial T}\right)_{P} \over \left({\partial S \over \partial T}\right)_{V}}}
En considérant les relations :
{\displaystyle \left({\partial S \over \partial T}\right)_{P}\left({\partial T \over \partial P}\right)_{S}\left({\partial P \over \partial S}\right)_{T}=-1}
{\displaystyle \left({\partial S \over \partial T}\right)_{V}\left({\partial T \over \partial V}\right)_{S}\left({\partial V \over \partial S}\right)_{T}=-1}
on a :
{\displaystyle \gamma ={\left({\partial T \over \partial V}\right)_{S}\left({\partial V \over \partial S}\right)_{T} \over \left({\partial T \over \partial P}\right)_{S}\left({\partial P \over \partial S}\right)_{T}}={\left({\partial S \over \partial P}\right)_{T}\left({\partial V \over \partial S}\right)_{T} \over \left({\partial T \over \partial P}\right)_{S}\left({\partial V \over \partial T}\right)_{S}}={\left({\partial V \over \partial P}\right)_{T} \over \left({\partial V \over \partial P}\right)_{S}}}
On obtient donc la relation de Reech :
| Relation de Reech : {\displaystyle \gamma ={C_{P} \over C_{V}}={\chi _{T} \over \chi _{S}}} |

## Application à la détermination du coefficient de Laplace

### À partir des isentropes et des isothermes

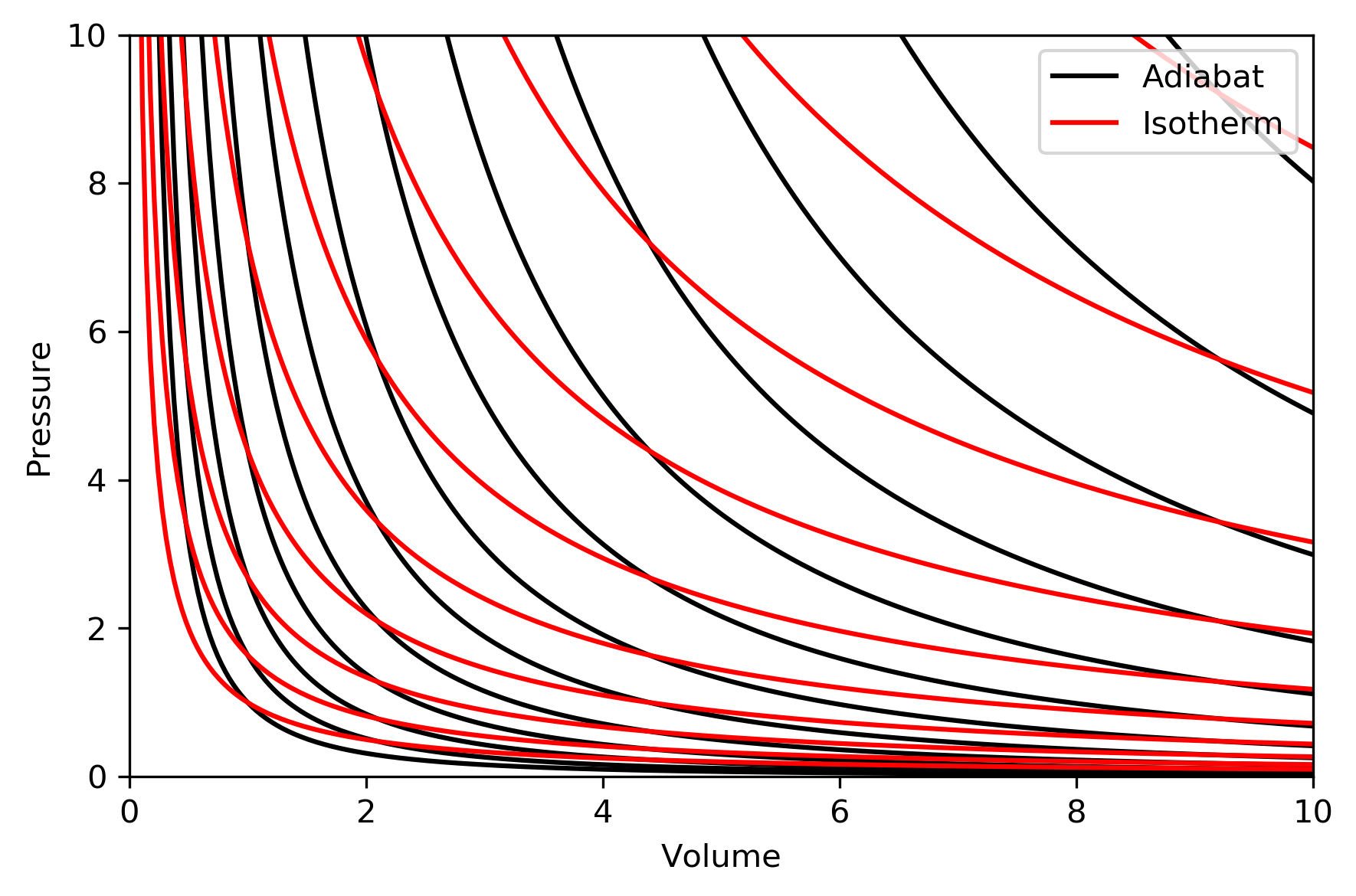
Courbes isothermes et isentropes dans un diagramme de Clapeyron
Le volume est porté en abscisse (axe horizontal), la pression est portée en ordonnée (axe vertical). Les courbes isentropes sont représentées en noir, les courbes isothermes en rouge.

Dans un diagramme où le volume {\displaystyle V} est porté en abscisse et la pression {\displaystyle P} en ordonnée (diagramme de Clapeyron ou diagramme {\displaystyle PV}, voir figure ci-contre), on peut, entre autres, tracer pour un corps quelconque deux familles de courbes de l'évolution de {\displaystyle P} en fonction de {\displaystyle V} :
- les courbes isothermes, c'est-à-dire les courbes d'évolution à température constante ;
- les courbes isentropes, c'est-à-dire les courbes d'évolution à entropie du corps constante.

En un point de coordonnées {\displaystyle \left(V,P\right)} quelconque, on a :
- la pente de l'isotherme passant par ce point : {\displaystyle p_{T}=\left({\partial P \over \partial V}\right)_{T}} ;
- la pente de l'isentrope passant par ce point : {\displaystyle p_{S}=\left({\partial P \over \partial V}\right)_{S}}.

Ainsi :
{\displaystyle \gamma ={C_{P} \over C_{V}}={\chi _{T} \over \chi _{S}}={\left({\partial V \over \partial P}\right)_{T} \over \left({\partial V \over \partial P}\right)_{S}}={{1 \over p_{T}} \over {1 \over p_{S}}}={p_{S} \over p_{T}}}
Graphiquement, on peut donc déterminer {\displaystyle \gamma } pour un couple {\displaystyle \left(V,P\right)} quelconque à partir des courbes isotherme et isentrope passant par ce point dans un diagramme de Clapeyron :
La pente d'une isentrope en un point donné étant supérieure à celle de l'isotherme passant par le même point {\displaystyle \gamma >1}, soit {\displaystyle C_{P}>C_{V}}. Ceci est également prouvé par la relation de Mayer.

### À partir de la vitesse du son
Soit {\displaystyle c} la vitesse du son dans un milieu fluide (gaz ou liquide) homogène de masse volumique {\displaystyle \rho }, on a la relation :
{\displaystyle c={\sqrt {\left({\partial P \over \partial \rho }\right)_{S}}}}
avec {\displaystyle S} l'entropie. Pour une masse {\displaystyle m} de milieu de volume {\displaystyle V} :
{\displaystyle \rho ={m \over V}}
{\displaystyle \left({\partial P \over \partial \rho }\right)_{S}={1 \over m}\left({\partial P \over \partial {1 \over V}}\right)_{S}={1 \over m}\left({\partial V \over \partial {1 \over V}}\right)_{S}\left({\partial P \over \partial V}\right)_{S}=-{V^{2} \over m}\left({\partial P \over \partial V}\right)_{S}=-{V \over \rho }\left({\partial P \over \partial V}\right)_{S}={1 \over \rho \,\chi _{S}}}
avec, par définition :
{\displaystyle \chi _{S}=-{1 \over V}\left({\partial V \over \partial P}\right)_{S}}
On a donc, avec la relation de Reech :
{\displaystyle c={\sqrt {1 \over \rho \,\chi _{S}}}={\sqrt {\gamma  \over \rho \,\chi _{T}}}}
Si l'on connait la vitesse du son {\displaystyle c} dans le milieu, si l'on connait le coefficient de compressibilité isotherme {\displaystyle \chi _{T}} et la masse volumique {\displaystyle \rho } du milieu (qui peuvent tous deux être déterminés expérimentalement ou à partir d'une équation d'état), alors on peut calculer le coefficient de Laplace {\displaystyle \gamma } :
Exemple
Dans les conditions normales de température et de pression (CNTP), soit {\displaystyle T} = 0 °C et {\displaystyle P} = 1 atm = 101 325 Pa, on a pour l'air sec :
- {\displaystyle c} = 331 m·s-1[3],
- {\displaystyle \rho } = 1,292 kg·m-3[4],
- {\displaystyle \chi _{T}={1 \over P}}, l'air dans les CNTP pouvant être considéré comme un gaz parfait.

On a ainsi :
{\displaystyle \gamma ={331^{2}\cdot 1,292 \over 101325}\approx 1,3970}
On trouve {\displaystyle \gamma =1,4028} dans la littérature.